# Arimís
Arimís är en ort i Honduras i kommunen Juticalpa som tillhör Departamento de Olancho, i den centrala delen av landet, 150 km nordost om huvudstaden Tegucigalpa. Arimís hade 1 773 invånare år 2013.